# Habenaria subviridis
Habenaria subviridis är en orkidéart som beskrevs av Frederico Carlos Hoehne och Schltr.. Habenaria subviridis ingår i släktet Habenaria och familjen orkidéer. Inga underarter finns listade i Catalogue of Life.